# من القلب إلى القلب (مسلسل)
مسلسل مكسيكي مدبلج إلى عدة لغات عالمية من بطولة الممثلين المكسيكيين إدواردو سانتماريا وسوزانا غونزاليس
عرض المسلسل في شمال أفريقيا في دولتين فقط الجزائر والمغرب.

## القصة
أخطئ «خوسيه مانويل» الاختيار، فتقدم لخطبة «راكيلا»، وهي فتاة مستبدة، قادرة على فعل أي شيء
للحصول على ما تريد. لكن سرعان ما اكتشف الرجل الوسيم حقيقة خطيبته، واكتشف أيضا أن قلبه يميل
إلى «أنخليس»، شقيقة «راكيلا».
هذه الأخيرة ورغم رابط القرابة الذي يجمعها «بأنخليس»، فإنها تحمل قلبا صافيا ومحبة للجميع. وفي لحظة
غضب وحقد شديدين، ستخطط «راكيلا» لإنهاء علاقة «خوسيه» بشقيقتها «أنخليس»، مهما كلفها الأمر. بل إن المرأة ستدبر مكيدة لقتل «أنخليس».
مصائب قوم عند قوم فوائد، في المستشفى سيزرع قلب «أنخليس» لفتاة جميلة تدعى «أندريا»، تعاني
من مرض القلب. العملية ذاتها ستدشن علاقة حب متبادل بين «خوسيه» و«أندريا»، فيما نار الحسد والحقد
لن تزيد إلا اشتعالا في قلب "راكيلا.

## الابطال
- إدواردو سانتماريا في دور خوسية مانويل دي لا لاموا
- سوزانا غونزاليس في دور اندريا باز

## وصلات خارجية
- من القلب إلى القلب على موقع IMDb (الإنجليزية)
- من القلب إلى القلب على موقع كينوبويسك (الروسية)
- من القلب إلى القلب على موقع قاعدة بيانات الفيلم (الإنجليزية)